# Kateřina Tučková
Kateřina Tučková (n. 31 octombrie 1980, Brno) este o scriitoare și curatoare cehă.

## Biografie
S-a născut în Brno, în prezent trăiește alternativ în Brno și Praga. A absolvit liceul și apoi Istoria artei și Limba și literatura cehă la Facultatea de Filozofie a Universității Masaryk din Brno. Studiile de doctorat la Institutul de Istoria Artei la Facultatea de Filozofie a Universității Caroline din Praga le-a absolvit prin susținerea tezei de doctorat în anul 2014.
În calitate de curatoare, a condus galeria ARSkontakt din Brno, orientată asupra celei mai tinere generații de artiști (2004 – 2006). Din anul 2010 este curatoarea Sălii de Expoziție din Chrudim și colaborează cu o serie întreagă de alte galerii private și publice.

## Opera
Publicului ceh i-a devenit cunoscută prin romanul controversat, Izgonirea Gertei Schnirch, în care a tratat destinul unei nemțoaice cehoslovace alungate în mai 1945 din locul său natal în așa-zisul „Marș al morții de la Brno“.
 
Cartea a fost propusă pentru Premiul lui Jiří Orten și Premiul lui Josef Škvorecký. Până la urmă a obținut Premiul cititorilor, Magnesia Litera, pentru anul 2010.
 
Adaptarea romanului a fost pusă pe scena teatrului HaDivadlo din Brno (regia: Marián Amsler, trailer: https://www.youtube.com/watch?v=ot-rk4iYyFs).
În cartea Zeițele din satul Žítková s-a orientat din nou asupra istoriei cehe, relatând povestea faimosului neam de lecuitoare din zona Carpaților Albi. Acest neam a supraviețuit proceselor vrăjitoarelor din secolul al 17-lea, asupririi din partea bisericilor și judecăților din secolul al 19-lea, precum și regimului totalitar din perioada protectoratului, însă până la urmă a fost distrus de către regimul comunist.

Pentru romanul ''Zeițele din satul Žítková'', Kateřina Tučková a obținut Premiul lui Josef Škvorecký, Premiul Český bestseller (Bestsellerul ceh), Premiul Magnesia Litera – Premiul cititorilor Kosmas și Premiul cititorilor Cărții cehe.
 
Adaptarea pentru teatru se joacă la Teatrul Municipal din Zlín (regia: Dodo Gombár, trailer: https://www.youtube.com/watch?list=UUR0fMxWNQCHqRidvJ6oW1tA&t=17&v=UuAWocGoulg).
  
Romanele scrise de Kateřina Tučková sunt publicate și sub formă de cărți audio (editura cehă OneHotBook) și sunt traduse în 13 limbi. Romanul Zeițele din satul Žítková a fost tradus în limba română de către prof. Anca Irina Ionescu sub titlul Dumnezeițele din Moravia și a fost publicat de către Editura Curtea Veche în 2015.

## Beletristică
- Tatăl meu, Kamil Lhoták, Vltavín 2008 – biografie sub formă beletristică a Kamil Lhoták, scrisă de către K. Tučková și R. Hédervári, împreună cu fiul său, Kamil Lhoták jr.
- Izgonirea Gertei Schnirch, Host [2009] – roman
- Marșul morții de la Brno, Větrné mlýny [2012] – antologie de texte despre expulzarea nemților din orașul Brno
- Zeițele din satul Žítková, Host [2012] – roman
- Fabrica – povestea baronilor textiliști din Manchester-ul Moravian, Host 2014 – nuvela acompaniind proiectul de expoziție „Brno – Manchester-ul Moravian” la Galeria Moraviană din Brno